# 東墨田
東墨田（ひがしすみだ）は、東京都墨田区の町名。現行行政地名は東墨田一丁目から東墨田三丁目。住居表示実施済み区域。

## 地理
墨田区の北東端に位置する。墨田区役所の北東方約2.8kmにある。北で荒川を挟んで対岸に葛飾区東四つ木、東で江戸川区平井、南は立花、西は八広と隣接する。町域の北辺の荒川をもって墨田区 - 葛飾区境、東辺の旧中川をもって墨田区 - 江戸川区境とする。町域内は中小工場が多く見られる。

## 産業
1909年（明治42年）から1937年（昭和12年）にかけて墨田区内に屠畜場があり、そこから発生する皮革を扱う産業が発達した。他の皮革産業集積地に比べ豚革の加工が盛んであり、東京都による1997年の統計では日本全国の豚革加工事業所55軒のうち34軒が東京都内に所在し、東墨田地区はその中枢である。これに伴い豚脂など動物性油脂を扱う業者も多く、これを原料とした石鹸産業も発展している。

## 歴史
この地は中世には「木毛河（きげがわ）」と呼ばれ、江戸時代に入ると「木下川（きねがわ）」と呼ばれるようになった。江戸時代には「葛飾野」とも呼ばれ、将軍の狩場であった。『新編武蔵風土記稿』によると、行政区分は下木下川と上木下川に分かれ、下木下川には中川や中居堀に囲まれた低湿地に75戸の農村があり、萬久里・大荒田・二段田・葛西川・汐入・郷中耕地の6つの小字があった。1889年5月1日、町村制の施行に伴い吾嬬村の一部となる。吾嬬村は1912年9月1日に町制施行して吾嬬町となる。1930年、旧来の大字を廃止し、東一～八丁目、西一～九丁目の17大字を設置。現在の東墨田に当たる区域は吾嬬町東六～八丁目となる。1932年10月1日、吾嬬町が東京市に編入され、向島区吾嬬町東六～八丁目となる。1947年3月15日、向島区が本所区と合併し、墨田区の一部となる。
1800年に賤民頭の浅草弾左衛門について記した「弾左衛門書上」によると、江戸時代には斃死した牛馬の解体や刑吏、勧進等の芸能などの職に携わる者が暮らしていた。徳川後期の記録には「木下川の非人頭久兵衛、手下七人」とある。明治6年（1873年）には当時鞣し業が集中していた浅草亀岡町（現在の今戸付近）や新谷町（現在の千束付近）の部落が臭気問題で当地に移転。弾左衛門や、ニッピ（日本皮革）の前身となる桜組の創設者である西村勝三により近代皮革産業が創られた。1881年には神田橋本町の非人系部落が火災により当地に移転、鞣し業が栄える。
1892年、「魚獣化製場取締規則」による強制移転で、木下川と三河島に皮革業者が集められた。1925年、関東大震災後の都市再整備のため木下川と三河島の皮革業者を砂町・葛西村・小松川町に移転する計画が立てられたが、木下川の皮革業者は「東京製革業組合」を結成し、陳情により移転計画は撤回された。東京製革業組合は1936年、「江東皮革工業組合」に改められた。1942年、企業整備令に基づき、木下川に91軒あった皮革工場の約半数が転廃業し、残った組合員は共同出資で「江東製革株式会社」を設立した。江東製革は陸軍・海軍向けの革靴や空軍向け防寒具などを製造したが、1945年3月の東京大空襲で焼失した。戦後の高度経済成長期には、合成皮革と競争しつつ、紳士・婦人靴や衣料品、レジャー用品などに向けた豚革の生産を行っている。
1970年に部落解放同盟の支部が成立。1984年のデータで1000世帯弱、2500人が住む。

## 世帯数と人口
2025年（令和7年）3月1日現在（墨田区発表）の世帯数と人口は以下の通りである。
| 丁目         | 世帯数    | 人口    |
| ------------ | --------- | ------- |
| 東墨田一丁目 | 88世帯    | 159人   |
| 東墨田二丁目 | 1,066世帯 | 1,676人 |
| 東墨田三丁目 | 426世帯   | 829人   |
| 計           | 1,580世帯 | 2,664人 |

### 人口の変遷
国勢調査による人口の推移。
| 年                 | 人口  |
| ------------------ | ----- |
| 1995年（平成7年）  | 1,782 |
| 2000年（平成12年） | 1,574 |
| 2005年（平成17年） | 1,610 |
| 2010年（平成22年） | 1,618 |
| 2015年（平成27年） | 2,129 |
| 2020年（令和2年）  | 2,316 |

### 世帯数の変遷
国勢調査による世帯数の推移。
| 年                 | 世帯数 |
| ------------------ | ------ |
| 1995年（平成7年）  | 737    |
| 2000年（平成12年） | 708    |
| 2005年（平成17年） | 708    |
| 2010年（平成22年） | 749    |
| 2015年（平成27年） | 921    |
| 2020年（令和2年）  | 969    |

## 学区
区立小・中学校に通う場合、学区は以下の通りとなる（2022年9月時点）。
| 丁目         | 番地                    | 小学校             | 中学校                 | 備考                                                                           |
| ------------ | ----------------------- | ------------------ | ---------------------- | ------------------------------------------------------------------------------ |
| 東墨田一丁目 | 1〜2番 3番1～3号 4～9番 | 墨田区立中川小学校 | 墨田区立吾嬬立花中学校 | 調整区域により以下への変更が可能 ・墨田区立第三吾嬬小学校 ・墨田区立八広小学校 |
| 東墨田一丁目 | その他                  | 墨田区立八広小学校 | 墨田区立吾嬬第二中学校 | 調整区域により以下への変更が可能 ・墨田区立第三吾嬬小学校 ・墨田区立中川小学校 |
| 東墨田二丁目 | 全域                    | 墨田区立八広小学校 | 墨田区立吾嬬第二中学校 | 調整区域により以下への変更が可能 ・墨田区立第三吾嬬小学校 ・墨田区立中川小学校 |
| 東墨田三丁目 | 全域                    | 墨田区立八広小学校 | 墨田区立吾嬬第二中学校 | 調整区域により以下への変更が可能 ・墨田区立第三吾嬬小学校 ・墨田区立中川小学校 |

## 交通

### 鉄道
東墨田の町域内に鉄道路線および鉄道駅はない。以下に近隣の路線および駅を紹介する。
- 京成電鉄
  - 押上線：八広駅（八広六丁目）
- 東武鉄道
  - 亀戸線：小村井駅（文花三丁目）

### 道路・橋梁
道路
- 都道
  - 449号新荒川堤防線

橋梁
- 旧中川に架かる橋
  - ゆりのき橋（都道449号線）
  - 中平井橋

## 事業所
2021年（令和3年）現在の経済センサス調査による事業所数と従業員数は以下の通りである。
| 丁目         | 事業所数  | 従業員数 |
| ------------ | --------- | -------- |
| 東墨田一丁目 | 44事業所  | 537人    |
| 東墨田二丁目 | 120事業所 | 1,330人  |
| 東墨田三丁目 | 65事業所  | 1,162人  |
| 計           | 229事業所 | 3,029人  |

### 事業者数の変遷
経済センサスによる事業所数の推移。
| 年                 | 事業者数 |
| ------------------ | -------- |
| 2016年（平成28年） | 245      |
| 2021年（令和3年）  | 229      |

### 従業員数の変遷
経済センサスによる従業員数の推移。
| 年                 | 従業員数 |
| ------------------ | -------- |
| 2016年（平成28年） | 2,753    |
| 2021年（令和3年）  | 3,029    |

## 施設
- 墨田清掃工場 - 東墨田一丁目に所在する。
- 中川保育園
- 墨田区立荒川四ツ木橋緑地
  - 荒川四ツ木橋緑地少年野球場
  - 荒川四ツ木橋緑地少年サッカー場
- 東墨田運動場
- すみだスポーツ健康センター
- 新平井橋公園
- 東墨田公園
- 東墨田テニスコート
- 白髭神社
- 東墨田会館[26]
- 東京都立皮革技術センター[27]

## 人物
- 横山智佐 - 墨田区東墨田で生まれ育った。

## その他

### 日本郵便
- 郵便番号 : 131-0042[3]（集配局 : 向島郵便局[28]）。